# Subaru Rex
Subaru Rex, znany także jako Ace lub SX700 – samochód osobowy należący do segmentu kei-car produkowany w latach 1972 – 1992 w Japonii przez Subaru. Sprzedawany był również na obcych rynkach, np. w Chile. Rex miał zastąpić model R-2, który opierał się na dość wiekowym i wysłużonym modelu 360. Początkowo Rex produkowany był jako pojazd tylnonapędowy, napędzany był przez montowany z tyłu nadwozia, dwucylindrowy, czterosuwowy chłodzony cieczą silnik o pojemności 358 cm³ będący rozwinięciem konstrukcji dwusuwowej stosowanej w modelach 360 i R-2. Późniejsze modele posiadały już napęd na oś przednią.

## Galeria

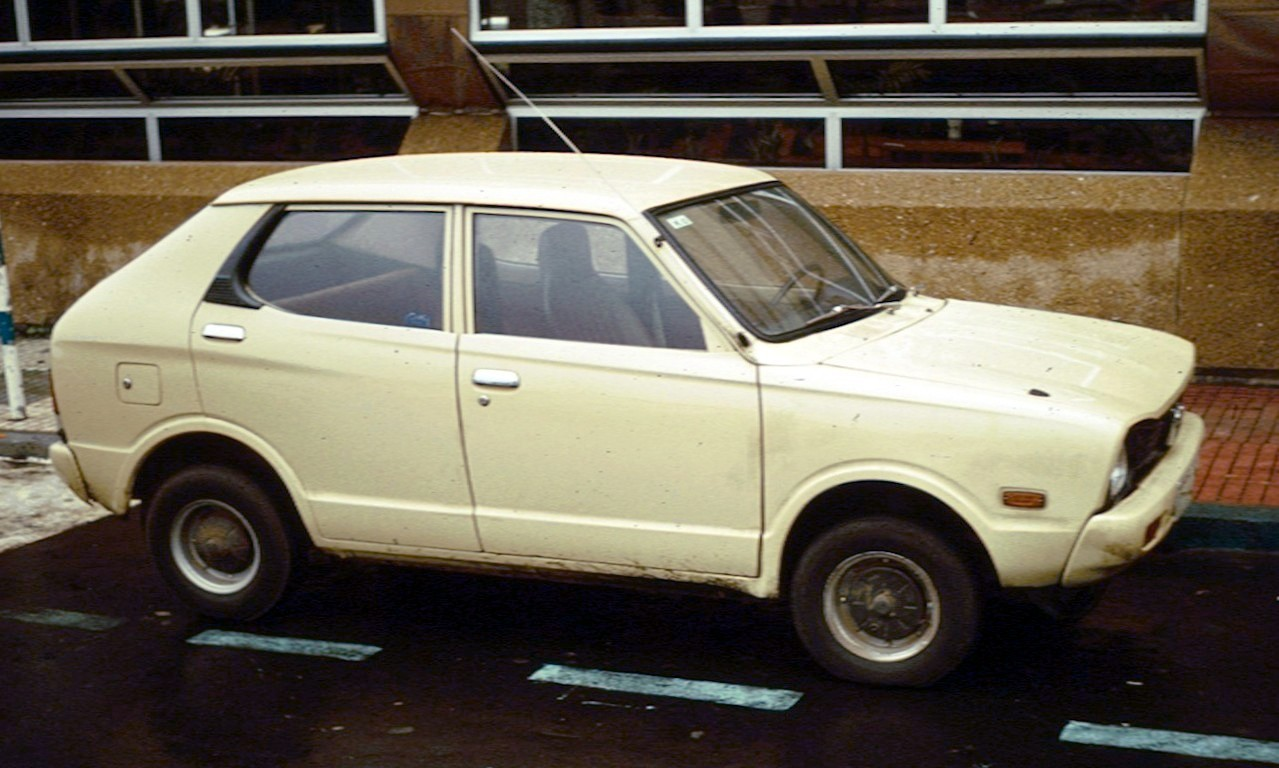
I generacja
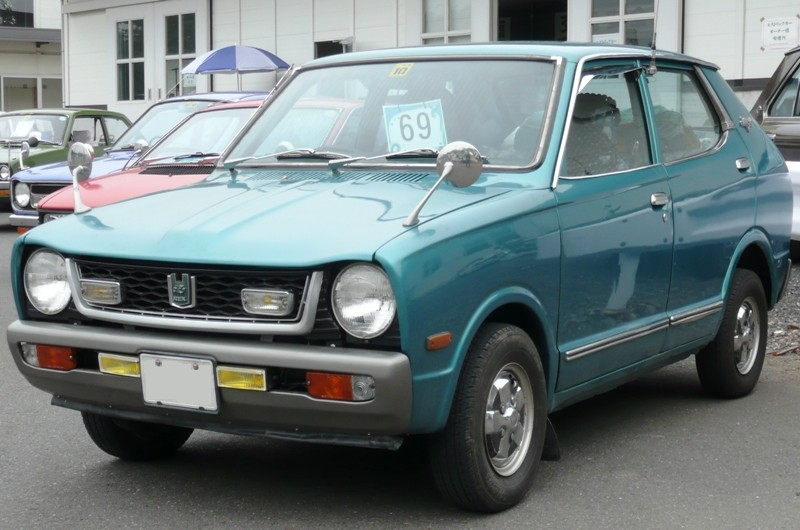
I generacja
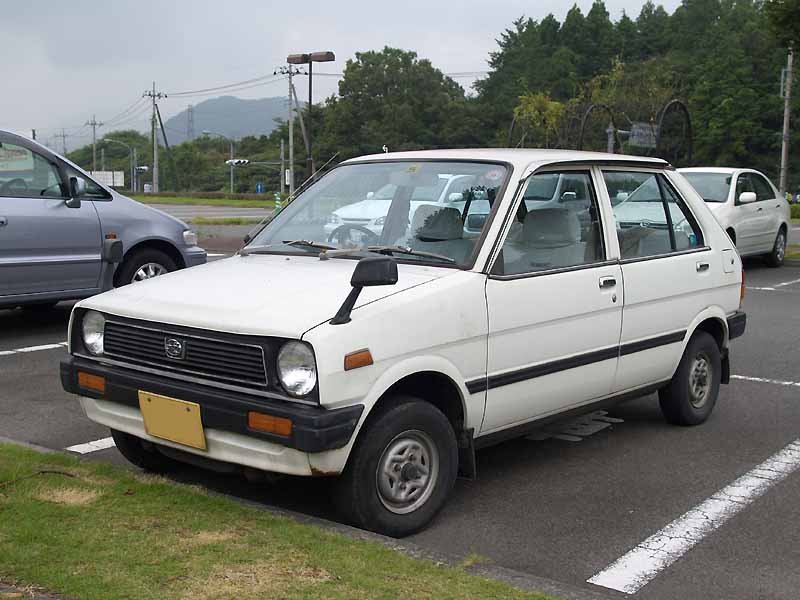
II generacja
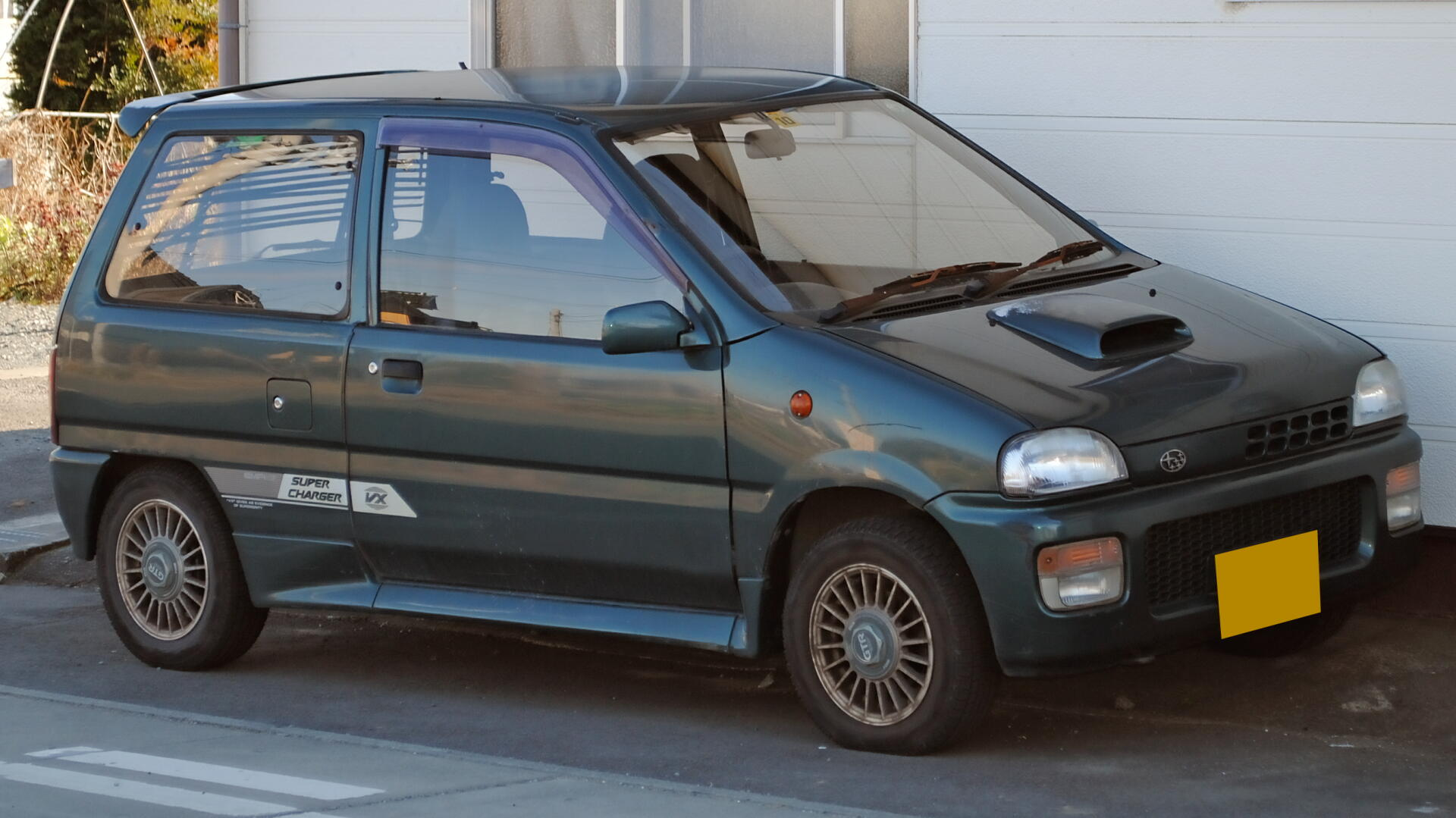
III generacja